# Kiniatilla tricincta
Kiniatilla tricincta är en tvåvingeart som beskrevs av Villeneuve 1938. Kiniatilla tricincta ingår i släktet Kiniatilla och familjen parasitflugor. Inga underarter finns listade i Catalogue of Life.